# 肩透かし
肩透かし（かたすかし）とは、相撲の決まり手の一つである。差手を相手の腋に引っ掛け、体を開きながら前に引き、もう一方の手で相手の肩を叩き、相手を倒す技。相手の力を利用する為、かなり高度な技術を要する難度の高い決まり手である。なお、この技を仕掛ける場合は「肩透かしを引く」という表現を用いる。
かつては横綱旭富士正也や小結琴稲妻佳弘、関脇豊ノ島大樹、栃煌山雄一郎が得意としており、2020年代に入ってからは翠富士一成がその使い手となった。1986年1月場所初日、進退をかけて出場した横綱隆の里俊英は、関脇保志信芳（のち横綱北勝海信芳）にこの決まり手で敗退した後、現役引退を表明した。
相手にはぐらかされたり、拍子抜けした際に用いられる慣用句「肩透かしを食らう」の語源ともなっている。